# Porchia
Porchia è un ex comune italiano della provincia di Ascoli Piceno di 269 abitanti (120 nella frazione precisa e 269 in tutta la località) di Montalto delle Marche.

## Storia e Descrizione
Il territorio di Porchia è abitato fin dall'antichità, esistendo testimonianza della presenza di necropoli sia picene sia romane. La fondazione vera e propria risale però al IV secolo, durante le invasioni barbariche. Il borgo prende il nome di Porcia. Il castello porchiese sorge all'epoca delle incursioni saracene, intorno al IX secolo.
Nel 1291 il papa ascolano Niccolò IV attribuisce al castello la prima forma di autonomia, ammettendolo all'elezione del podestà. Di lì a poco Porchia entra a far parte dei castelli di Ascoli, come baluardo nordorientale della città. Ascoli offre a sua volta aiuto militare al castello (1319-1321). Di questo status la frazione reca tuttora traccia, con la partecipazione della sua rappresentanza alla Quintana di Ascoli Piceno.
Nel 1377, il più spavaldo, valoroso ma anche crudele dei signori ghibellini, Boffo da Massa realizza una piccola signoria al confine tra gli stati di Fermo e di Ascoli Piceno costituita da Carassai, Castignano, Cossignano e Porchia.  Nel 1380 Antonio di Acquaviva della famiglia dei duchi di Atri, fece prigioniero Guarniero, figlio di Boffo e lo rinchiuse nel carcere di Santa Vittoria. Lo tenne in ostaggio a lungo e minacciò di ucciderlo se il padre non gli avesse consegnato i castelli di Porchia e Cossignano.
Il 4 settembre 1387 Boffo da Massa viene ucciso a Carassai. Cossignano, il giorno dopo la morte del Tiranno e Porchia, il giorno successivo si confederarono, con Fermo.
Pur soggetta al comune di Ascoli, tuttavia, Porchia appartiene alla diocesi di Fermo, nella quale resterà fino al 1571, quando sarà aggregata alla diocesi di Ripatransone; nel 1586 poi il montaltese papa Peretti, Sisto V, elevando a sede vescovile la sua città, ne ricaverà il territorio appunto dalla diocesi ripana, scorporandone anche Porchia (14 novembre). Il primo vescovo di Montalto, Paolo Emilio Giovannini, è nativo del castello, e i fornaciai porchiesi forniscono i mattoni per la costruzione della nuova cattedrale.
Il comune di Porchia cessa di esistere nel 1861, sopraggiunta l'Unità d'Italia, allorché un decreto piemontese lo accorpa definitivamente a Montalto delle Marche.
La Chiesa di Santa Lucia conserva all’altare maggiore la tela raffigurante la Madonna con Bambino e S.Giovanni Battista, S.Sebastiano, S. Caterina di Alessandria e S.Lucia di Vincenzo Pagani e, nella cripta, un affresco con una Natività, già attribuito allo stesso Pagani ed oggi assegnato alla mano di Francesco Fantone da Norcia, datato 1515 nell'iscrizione in basso.

## Sport

### Calcio
La squadra della piccola frazione è l'Atletico Porchia che milita attualmente nella Seconda Categoria.